# Henry Amdahl
Henry Amdahl, andere Schreibweise auch Henry Amdal (* 10. April 1921 in Furnes; † 14. September 1993) war ein norwegischer Skispringer.
Amdahl gewann bei den Norwegischen Meisterschaften 1947 in Tistedalen die Goldmedaille von der Normalschanze vor Thorleif Schjelderup und Birger Ruud. Im selben Jahr erreichte er jeweils den zweiten Platz auf dem Holmenkollbakken hinter Georg Thrane und bei den Svenska Skidspelen in Sundsvall hinter Arne Hoel.